# タプススの戦い
タプススの戦い（タプススのたたかい、ラテン語: Thapsi Pugna）は、紀元前46年4月6日に北アフリカで行われた、ガイウス・ユリウス・カエサル軍と元老院派及びヌミディア連合軍との戦いである。タプソスの戦いとも表記される。なお、ここではタプスス会戦の前哨戦やウティカ包囲戦も合せて記載している。

## 概要

### 開戦までの経緯
ファルサルスの戦いで敗北し、エジプトで元老院派の総大将であったグナエウス・ポンペイウスが殺害された後も、クィントゥス・カエキリウス・メテッルス・ピウス・スキピオ・ナシカ、マルクス・ポルキウス・カト（小カト）を中心として、プブリウス・アッティウス・ウァルス、ルキウス・アフラニウス及びポンペイウス兄弟（グナエウス・ポンペイウス・ミノル、セクストゥス・ポンペイウス）ら元老院派はウティカを拠点としたアフリカ属州へ退き、同盟関係にあったヌミディア王ユバ1世とも連携して、カエサル派へ抵抗する構えを見せていた。
東部属州での問題（ポントス王ファルナケス2世とのゼラの戦い、元老院派に組したギリシャ諸都市の戦後処理等）およびローマでの諸問題（下記エピソード参照）を解決して後、元老院派を討つべくカエサルはシチリアを経て、紀元前47年12月28日に北アフリカ・タプススの南約70キロの地点に上陸し、紀元前46年1月までに全カエサル軍も北アフリカへ集結した。

### 兵力数・序盤戦

カエサル軍の進路

カエサル軍は5個軍団30,000（第9、第10、第13、第14及びガリア兵からなる第5の各軍団）及び騎兵4,000（ゲルマニア及びガリア騎兵）であったのに対して、元老院派はローマ軍団歩兵35,000、同盟諸国騎兵9,000を集めた。またヌミディア王国軍（歩兵部隊25,000、騎兵6,000、戦象120頭）を合わせてカエサル軍を上回る総勢60,000強の軍勢を擁し、自らの地盤でもあり兵站もカエサル軍に対して優位であった。
カエサル軍は元老院派に組するタプスス攻略に際し、タプススの南側（北・東・西を海に面し天然の要害であった）に3本の防衛ラインを構えて包囲、封じ込めた。カエサル軍はルスピナ（Ruspina、現：モナスティル）でティトゥス・ラビエヌス率いる騎兵部隊に敗北して損害を受けたが、カエサル軍は体制を立て直し、以降戦線は膠着状態となった。そのため、元老院派はカト及び守備部隊をウティカに残した上で、メテッルス・スキピオを軍総司令官として、タプスス失陥阻止及びラビエヌス部隊へ加勢の為、タプススへ向かった。

### タプスス会戦
タプススの南西には潟が広がっており、タプススへ向かうには潟の北及び東にある細長い陸地を進む必要があった。北ルートにラビエヌス隊を併せたメテッルス・スキピオの本軍、東ルートにユバ1世が率いるヌミディア軍を配し、タプスス前に陣を張るカエサル軍を挟撃する体制をとったが、カエサル軍への内応を約していたマウレタニアがヌミディア本国を襲った為にユバ1世は軍の半分をマウレタニア軍への迎撃に割かざるを得なかった。それに伴いヌミディア軍の到着が遅れた為、カエサル軍はメテッルス・スキピオ軍へ向かい進軍した。

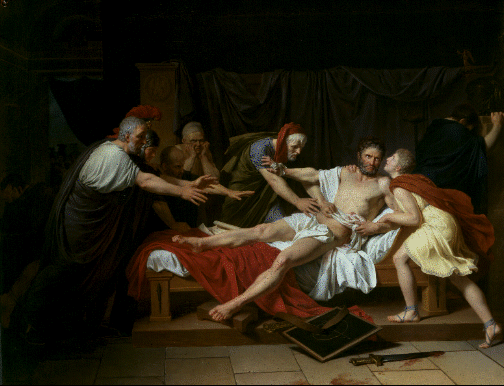
『カト自決』（"La Mort de Caton d'Utique"）、フランス人画家ルイ・アンドレ・ガブリエル・ブーシェ（Louis-André-Gabriel Bouchet）による1797年の作

メテッルス・スキピオは戦象及び騎兵を左右の両翼、歩兵部隊を中央に配した一方、カエサルは騎兵を中央、歩兵部隊を両翼に配する陣を引き、左右両翼の元老院派戦象部隊へは、第5軍団を充てた。
紀元前46年4月6日、カエサル軍の進軍ラッパ（第10軍団兵士によるものとされる）によって戦いは開始され、第5軍団はカエサルの指示により突進する戦象の足を斧で狙い、足をなぎ払われた戦象はあえなく無力化した（なお、西洋での大規模な戦象の使用はこの戦いが最後となった）。元老院派歩兵部隊は第10軍団を始めとしたカエサル軍に抑えられ、ラビエヌス指揮下の騎兵部隊もカエサル軍騎兵部隊や歩兵部隊の包囲によって壊走、メテッルス・スキピオ以下の首脳陣は戦場から逃れた。
カエサル軍はメテッルス・スキピオ軍を撃破するや、潟の南に陣を置いていたヌミディア軍を攻撃したが、若干の交戦があったのみでユバ1世は見切りをつけてやはり戦場から脱した。

### ウティカ包囲戦
陣営立て直しの為にユバ1世はザマへ逃れたがザマ住民が城門を閉じた為、カエサル軍の掃討戦により進退に窮したユバ1世はマルクス・ペトレイウスと刺し違えて自殺、ヌミディア王国は滅亡した。メテッルス・スキピオはヒッポレギウス（現：アンナバ）近郊で殺害、アフラニウスやファウストゥス・コルネリウス・スッラは捕えられて処刑されたが、ポンペイウス兄弟やラビエヌスらはヒスパニアへ逃れた。
カエサル軍はタプスス、ハドルメントゥム（現：スース）を落とした後、カトらが守るウティカを包囲。カトは奴隷を解放して兵力に当てると共にタプススの敗残兵も収容して徹底抗戦の構えを示したものの、ウティカ住民からの協力が得られず、カエサル軍の攻撃を支えきれなかった為、カトも自殺して果てた。カトは後に「ウティカのカト（カト・ウティケンシス）」と称されることとなる。
紀元前46年4月13日、カエサルがウティカを占領したことで、北アフリカ戦線は終結した。なお、占領から2日後にカエサルはウティカを発ち、ローマでの凱旋式を経て、ラビエヌスら元老院派が残るヒスパニアへと向かうこととなった。

## エピソード

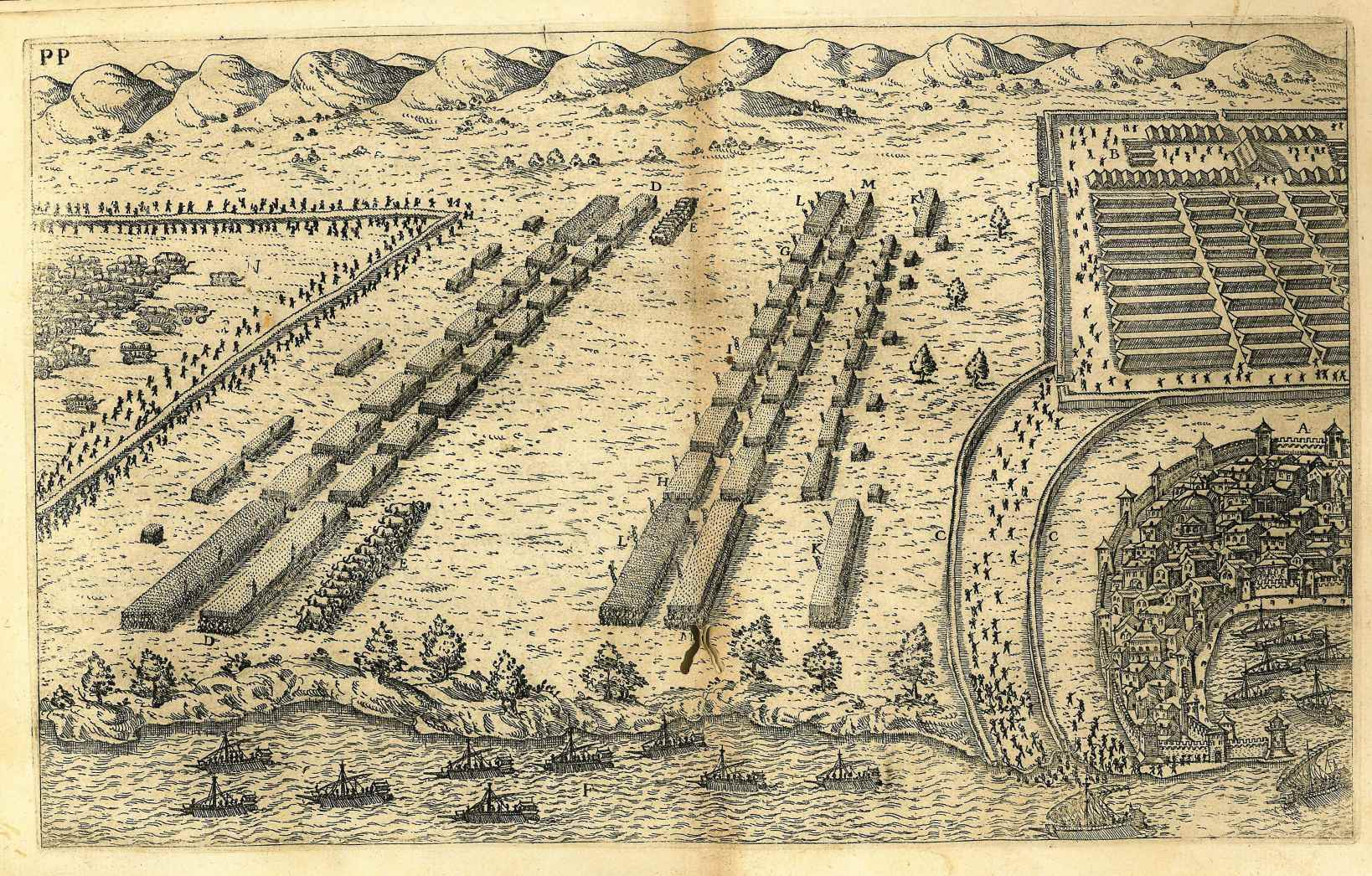
『タプススの戦いの図』（"La battaglia di Tapso"）、イタリア人建築家アンドレーア・パッラーディオによる1619年の作

- 北アフリカでは過去にスキピオの名の付く将軍（スキピオ・アフリカヌス他）が勝利を収めており、メテッルス・スキピオを元老院派の総大将格としたのは、それにあやかったからとも伝えられる。なお、カエサルも無能との評を得ていた「スキピオ・サルウィト」なる人物を全軍の統率者のように前線に立たせた。[2]
- カトの死に際して、マルクス・トゥッリウス・キケロはその生き様を誉め讃えた「カト」、カエサルはその反論である「反カト論」を発刊したが、いずれの作品も現在は散逸している。[3]
- 北アフリカでの戦いを前に、カエサル軍で最も子飼と言われたローマ第10軍団を首謀格とした軍団兵がファルサルスの戦いの前にカエサルが約束したボーナス・昇給を要求した上で従軍拒否を起こしており、ディクタトル（独裁官）・カエサルのマギステル・エクィトゥム（騎兵長官）の任にあったマルクス・アントニウスが交渉に当ったものの解決には至らなかった。
東部属州からローマに戻ったカエサルは第10軍団へ要求を聞いたところ、第10軍団の兵士は露骨に給与引上を要求するのは恥ずかしいと思ったこともあって、退役及び休暇を求めた（第10軍団が北アフリカでの戦いでカエサルに必要とされることを承知の上で）。
それに対して、カエサルは第10軍団兵士に通常は「コンミリテス」（戦友）と呼ぶところを、「クイリテス」（市民）と呼び（暗にカエサル軍からの解雇を示したもの）、更に約束した賃金も「他のカエサル軍（第10軍団以外の）を率いて北アフリカでの戦争を終えた後に払う」と言い放った。第10軍団兵士はそれを聞いて、自らもカエサル軍の一部隊として北アフリカへ従軍できるようカエサルへ懇願したものの、カエサルは取り合おうとしなかった。
結局、第10軍団は北アフリカ戦線へ従軍した。表面上、カエサルは1セスティルティウスの賃金上げも無く、第10軍団の従軍を取り付けたが、各兵士に対して1,000ドラクメずつの一時金を渡した上、イタリア内の土地を優先分配しており、「結局は金で釣った」との悪評も受けることとなった。[4]
- 上記のアントニウスは当初この戦いに参加する予定であったが、ファルサルスの戦い等での自らの功績に対する正当な報酬が得られなかったとして、ローマに留まった。[5]

## 参考資料
- プルタルコス著、村川堅太郎編『プルタルコス英雄伝〈下〉』ちくま学芸文庫
- スエトニウス著、國原吉之助訳『ローマ皇帝伝 上』岩波文庫